# Tây Hồ nhị tập
Tây Hồ nhị tập (chữ Hán: 西湖二集) là tuyển tập truyện ngắn bạch thoại vào cuối thời Minh do Chu Tiếp sáng tác. Mỗi truyện là một tác phẩm độc lập, thường mang yếu tố kỳ ảo, nhân quả báo ứng, hoặc các chuyện truyền kỳ có bối cảnh dân gian, nhiều truyện lấy cảm hứng từ những sự kiện, nhân vật, hoặc phong tục tại vùng Tây Hồ ở Hàng Châu, nên mới có tên sách như vậy.

## Tổng quan
Tây Hồ nhị tập còn gọi là Tây Hồ thu sắc phụ đề "Võ Lâm Tế xuyên Tử, Thanh Nguyên phủ toàn". Mỗi quyển bao gồm một chương, kể lại các câu chuyện cổ kim có liên quan đến Tây Hồ. Tác giả được cho là người có tên Thanh Nguyên (tự Chu Tử), xuất hiện trong thư tịch đời Khang Hi và Càn Long nhà Thanh. Có nhiều tranh cãi về thân thế: một số cho rằng ông là Chu Thanh Nguyên (tự Hoàn Sơ), một số lại nhầm với Chu Dực (tự Thanh Nguyên) người Tiền Đường. Khả năng cao đây là hai nhân vật khác nhau.
Nội dung tác phẩm chủ yếu vay mượn, trích dẫn từ nhiều sách khác, được gọi là “dẫn từ”, đôi khi lên đến ba bốn nguồn trong cùng một đoạn. Vì vậy, văn phong không hoàn toàn thống nhất. Dù vậy, phần lớn các chương được viết lưu loát, sáng sủa, thường ca tụng công đức Thượng đế và mang giọng giáo huấn. Quan điểm xuyên suốt phản ánh tư tưởng của Thanh Nguyên cho rằng: số mệnh con người vốn khổ cực quá mức, khiến nhiều kẻ oán trách trời đất một cách vô lý.
Tây Hồ nhị tập để lại ảnh hưởng sâu rộng đến nhiều tiểu thuyết về vùng Tây Hồ sau này. Tác phẩm được xem là phần tiếp theo của Tây Hồ nhất tập nhưng hiện quyển này đã thất truyền. Toàn bộ sách gồm 34 quyển, mỗi quyển kể một câu chuyện, tổng cộng hơn 400.000 chữ. Vào năm Càn Long thứ 56 đời Thanh (1791), Trần Thụ Cơ khi biên soạn Tây Hồ thập di gồm 48 thiên, thì có đến 28 thiên được tuyển chọn từ Tây Hồ nhị tập. Tác phẩm Tây Hồ di sự do Thanh Pha cư sĩ sưu tầm, thực chất hoàn toàn lấy từ Tây Hồ nhị tập.

## Đặc điểm
- Phần dẫn chuyện ở đầu mỗi truyện trong sách này thường dài hơn so với các tác phẩm cùng loại khác.[4]
- Ngoài các câu chuyện, sách còn kèm theo một số tư liệu phụ lục, chẳng hạn như ở quyển thứ 34, truyện "Hồ Thiếu Bảo bình giặc Oa lập công", có kèm theo các phần "Yếu khẩn hải phòng" và "Cứu hoang lương pháp".[4]

## Nhận định
Tây Hồ nhị tập có nội dung đa dạng, bao gồm truyền thuyết lịch sử, giai thoại về nhân vật, cũng như những yếu tố thần thoại, huyền ảo. Qua lối miêu tả sinh động và tinh tế, tác phẩm khắc họa những thăng trầm số phận và mối quan hệ tình cảm phức tạp của con người thuộc nhiều thời đại, tầng lớp khác nhau. Tác phẩm này không chỉ lãng mạn hóa những mối tình tài tử giai nhân, mà còn phơi bày sâu sắc sự lạnh lẽo của thế thái nhân tình và những mặt tối của nhân gian. Nghệ thuật kể chuyện khéo léo, tình tiết lôi cuốn, biến hóa bất ngờ, dễ dàng cuốn hút người đọc. Trong quá trình kể chuyện, tác giả lồng ghép nhiều kiến thức văn hóa, tập tục dân gian, giúp người đọc không chỉ thưởng thức câu chuyện hấp dẫn mà còn hiểu thêm về diện mạo xã hội đời Minh trên nhiều phương diện, từ chính trị, kinh tế đến văn hóa, do đó có giá trị lịch sử và văn hóa cao.